# Cannaeorchis
Cannaeorchis is een geslacht van elf soorten orchideeën uit de onderfamilie Epidendroideae. Het geslacht is afgesplitst van Dendrobium.
Het zijn epifytische orchideeën die endemisch zijn in Nieuw-Caledonië.

## Naamgeving enetymologie
- Synoniem: Dendrobium Sw. sect. Macrocladium Schltr.

De botanische naam Cannaeorchis is afkomstig van het Latijnse canna (riet) en het Oudgriekse ὄρχις, orchis (orchidee), wat slaat op rietachtige stengels van deze planten.

## Taxonomie
Cannaeorchis is de voormalige sectie Macrocladium Schltr. van het geslacht Dendrobium en is in 1997 tot geslacht gepromoveerd door Clements en Jones.
Het geslacht telt in de meest recent geaccepteerde taxonomie elf soorten. De typesoort is Cannaeorchis fractiflexa.

### Soortenlijst
- Cannaeorchis atractoglossa (N.Hallé) M.A.Clem. & D.L.Jones (1997 publ.1998)
- Cannaeorchis cymatoleguum (Schltr.) M.A.Clem. & D.L.Jones (1997 publ.1998)
- Cannaeorchis delumbis (Kraenzl.) M.A.Clem. & D.L.Jones (1997 publ.1998)
- Cannaeorchis deplanchei (Rchb.f.) M.A.Clem. & D.L.Jones (1997 publ.1998)
- Cannaeorchis fractiflexa (Finet) M.A.Clem. & D.L.Jones (1997 publ.1998)
- Cannaeorchis megalorhiza (Kraenzl.) M.A.Clem. & D.L.Jones (1997 publ.1998)
- Cannaeorchis polycladium (Rchb.f.) M.A.Clem. & D.L.Jones (1997 publ.1998)
- Cannaeorchis sarcochilus (Finet) M.A.Clem. & D.L.Jones (1997 publ.1998)
- Cannaeorchis steatoglossa (Rchb.f.) M.A.Clem. & D.L.Jones (1997 publ.1998)
- Cannaeorchis vandifolia (Finet) M.A.Clem. & D.L.Jones (1997 publ.1998)
- Cannaeorchis verrucifera (Rchb.f.) M.A.Clem. & D.L.Jones (1997 publ.1998)